# Sharlto Copley
Sharlto Copley (Pretoria, 1973. november 27. –) dél-afrikai színész.
Szerepelt Neill Blomkamp rendező filmjeiben – District 9 (2009), Elysium – Zárt világ (2013), Chappie (2015). 2010-ben H.M. "Eszement" Murdock szerepét játszotta el A szupercsapat című akciófilmben. Egyéb filmjei közé tartozik Az Európa-rejtély (2013), a Demóna (2014), a Szeretteink körében (2016), valamint a Hardcore Henry (2016), melyet vezető producerként is jegyez. 
A 2015 és 2016 között futó Powers című szuperhős-sorozatban főszerepet kapott.

## Élete és pályafutása
Copley Johannesburgban született, a Grahamstown-i St. Andrew's Preparatory Schoolban és a johannesburgi Morningside-i Redhill Schoolban tanult. Édesapja Dr. Bruce Copley, egykori egyetemi tanár. Testvére, Donovan a fokvárosi Hot Water együttes énekese.

## Magánélete
Copley 2012 januárja óta van kapcsolatban Tanit Phoenix színésznővel és divatmodellel. 2016. február 15-én házasodtak össze a dél-afrikai Fokvárosban. A párnak egy közös lánya van.
Copley váltakozva él Fokvárosban és Los Angelesben.

## Filmográfia

### Film
| Év   | Magyar cím                    | Eredeti cím                     | Szerep                           | Magyar hang    | Rendező                        |
| ---- | ----------------------------- | ------------------------------- | -------------------------------- | -------------- | ------------------------------ |
| 2006 |                               | Yellow (rövidfilm)              | katona                           |                | Neill Blomkamp (1)             |
| 2006 |                               | Alive in Joburg                 | mesterlövész                     |                | Neill Blomkamp (2)             |
| 2009 | District 9                    | District 9                      | Wikus van der Merwe              | Bozsó Péter    | Neill Blomkamp (3)             |
| 2010 |                               | Wikus and Charlize (rövidfilm)  | Wikus van der Merwe              |                | Sharlto Copley                 |
| 2010 | A szupercsapat                | The A-Team                      | H.M. "Eszement" Murdock százados | Alföldi Róbert | Joe Carnahan                   |
| 2013 | Az Európa-rejtély             | Europa Report                   | James Corrigan                   | Tokaji Csaba   | Sebastián Cordero              |
| 2013 | Elysium – Zárt világ          | Elysium                         | C.M. Kruger ügynök               | Epres Attila   | Neill Blomkamp (4)             |
| 2013 | Oldboy                        | Oldboy                          | Adrian Pryce                     | Zöld Csaba     | Spike Lee                      |
| 2013 |                               | Open Grave                      | John (AKA Jonah Cooke)           |                | Gonzalo López-Gallego          |
| 2014 | Demóna                        | Maleficent                      | Lipót király                     | Fekete Ernő    | Robert Stromberg               |
| 2014 | Hókirálynő 2.                 | The Snow Queen 2: The Snow King | Orm (angol hangja)               |                | Aleksey Tsitsilin              |
| 2015 | Chappie                       | Chappie                         | Chappie                          | Széles Tamás   | Neill Blomkamp (5)             |
| 2016 | Hardcore Henry                | Hardcore Henry                  | Jimmy                            | Rajkai Zoltán  | Ilya Naishuller                |
| 2016 | Szeretteink körében           | The Hollars                     | Ron Hollar                       | Rajkai Zoltán  | John Krasinski                 |
| 2016 | Kereszttűz                    | Free Fire                       | Vernon                           | Zöld Csaba     | Ben Wheatley                   |
| 2017 |                               | God: Serengeti (rövidfilm)      | Isten                            |                | Neill Blomkamp (6)             |
| 2018 | Gringo                        | Gringo                          | Mitch Rusk                       | Sarádi Zsolt   | Nash Edgerton                  |
| 2018 |                               | God: City                       | Isten                            |                | Neill Blomkamp (7)             |
| 2020 | Az utolsó bűntény             | The Last Days of American Crime | William Sawyer                   |                | Olivier Megaton                |
| 2021 |                               | Ted K                           | Ted Kaczynski                    |                | Tony Stone                     |
| 2021 | A rettenthetetlen Fóka csapat | Seal Team                       | Switch (hangja)                  |                | Greig Cameron és Kane Croudace |
| 2022 | Fenevad                       | Beast                           | Martin Battles                   | Széles Tamás   | Baltasar Kormákur              |
| 2023 | Kinyírni a világot            | Boy Kills World                 | Glen van der Koy                 | Kálid Artúr    | Moritz Mohr                    |
| 2024 | A Majomember                  | Monkey Man                      | Tigris                           | Dévai Balázs   | Dev Patel                      |
| 2025 | Államfők                      | Heads of State                  | Coop ügynök                      |                | Ilya Naishuller                |

### Televízió
| Év        | Magyar cím         | Eredeti cím          | Szerep           | Megjegyzések                                              |
| --------- | ------------------ | -------------------- | ---------------- | --------------------------------------------------------- |
| 2015–2016 | Powers             | Powers               | Christian Walker | - főszereplő (20 epizód) - magyar hangja: - Juhász Zoltán |
| 2022      | Végtelen matrjoska | Russian Doll         | Chez             | - visszatérő szerep (2. évad) - 3 epizód                  |
| 2024      | Félig üres         | Curb Your Enthusiasm | Michael Fouchay  | 2 epizód                                                  |

### Videójátékok
| Év   | Cím      | Szerep | Megjegyzés        |
| ---- | -------- | ------ | ----------------- |
| 2016 | Payday 2 | Jimmy  | hang és arcmimika |

## Fordítás
- Ez a szócikk részben vagy egészben  a   Sharlto Copley című angol Wikipédia-szócikk fordításán alapul.  Az eredeti cikk szerkesztőit annak laptörténete sorolja fel. Ez a jelzés csupán a megfogalmazás eredetét és a szerzői jogokat jelzi, nem szolgál a cikkben szereplő információk forrásmegjelöléseként.